# The First Time – Dein erstes Mal vergisst du nie!
The First Time – Dein erstes Mal vergisst du nie! (Originaltitel: The First Time) ist eine US-amerikanische romantische Komödie aus dem Jahr 2012. Regie führte Jon Kasdan, der auch das Drehbuch schrieb. In den Hauptrollen sind Britt Robertson, Dylan O’Brien, James Frecheville und Victoria Justice zu sehen.

## Handlung
Dave und Aubrey treffen sich in einer Freitagnacht außerhalb einer Party. Er bittet sie darum, ihm dabei zu helfen, bei seiner Freundin Jane zu landen. Bevor die Polizei eintrifft um die Feier aufzulösen, verlassen sie gemeinsam die Party und laufen zu ihr nach Hause. Als sie dort eintreffen, lädt sie ihn zu sich ein. In ihrem Zimmer fragt Aubrey ihn, ob er schon Sex gehabt hatte, was er verneint. Als er ihr die gleiche Frage stellt, weigert sie sich darauf zu antworten. Nach ihrem Gespräch schlafen die beiden zusammen ein. Am nächsten Morgen, nachdem beide aufgewacht sind, verschwindet Dave durch das Fenster um nicht Aubreys Eltern zu begegnen.
Am Tag darauf trifft sich Dave mit seinen beiden Freunden Simon und Big Corporation und erzählt ihnen von Aubrey. Diese glauben allerdings, dass Aubrey Dave über ihren festen Freund belogen hat. Sie überzeugen ihn davon, dass er ihr schreiben sollte. Da Dave Aubreys Nummer nicht kennt, rufen sie einen Bekannten an, der Zugang zu Aubreys Highschooldaten hat, und erhalten so wenigstens ihre Festnetznummer. Als Dave Aubrey anruft und sich nach ihren Plänen für den Abend erkundigt, erzählt sie ihm, dass sie mit ihrem Freund Ronny ins Kino geht. Dave erwidert, dass er ebenfalls mit ein paar Freunden ins Kino geht.
Am Kino trifft Dave auf Jane und ihre beiden Freundinnen Brianna und Erica und entscheidet sich mit ihnen zusammen einen Film anzusehen. Kurz darauf taucht Aubrey auf und stellt Dave ihren Freund Ronny vor. Die beiden gehen in den gleichen Film wie Dave und Jane. Mitten in der Vorstellung verlässt Aubrey den Kinosaal, woraufhin Dave ihr folgt. In der Lobby entschuldigt sie sich bei ihm für ihr ruppiges Verhalten am Telefon und dafür, dass Dave am Morgen vom Dach ihrer Garage springen musste. Er nimmt ihre Entschuldigung an und erhält endlich ihre Handynummer. Er lädt sie und Ronny zu Janes Freundin Brianna ein. Anschließend geht Aubrey wieder zurück in den Kinosaal, um den Film zu Ende zu sehen.
Bei Brianna Zuhause führen Aubrey und Jane eine Unterhaltung miteinander, bei der Jane Dave als ihren besten männlichen Freund bezeichnet, der ihr bei allen ihren schlechten Beziehungen geholfen hat. Aubrey will ihr vorschlagen, mal mit Dave auszugehen, stoppt allerdings mitten im Satz. Unterdessen erzählt Ronny Dave davon, dass er nach langer Wartezeit nun heute Nacht endlich Sex mit Aubrey in seinem Van haben wird. Dave rät daraufhin Aubrey davon ab, ihre Jungfräulichkeit an Ronny zu verlieren, da er nicht der Richtige für sie ist. Aubrey erwidert, dass es keinen Richtigen für sie gäbe und sie es einfach hinter sich bringen möchte. Dave glaubt ihr nicht und behauptet, dass sie ihn mögen würde. Kurz darauf kommt es fast zu einem Kuss zwischen den beiden, der allerdings von Ronny gestört wird. Der möchte nämlich sofort verschwinden und fängt aus Wut mit Dave einen kleinen Kampf an. Im Anschluss verlässt Aubrey zusammen mit Ronny das Haus.
Anschließend ist Dave mit Jane allein, und während er seine Wunde vom Kampf mit Ronny versorgt, beginnt Jane über ihre Beziehungen zu reden. Durch seine aufkeimenden Gefühle für Aubrey und weil Dave und Jane zusammen bei ihren Gesprächen immer nur über sie reden, verlässt er sie. Auf der Heimfahrt bittet Aubrey ihn, sie abzuholen. Auf ihrer Fahrt durch die Stadt erzählt sie ihm, dass sie sich von Ronny getrennt hat, woraufhin sich die beiden küssen.
Am nächsten Abend lädt Aubrey Dave zu sich ein, nachdem ihre Eltern ausgegangen sind. Kurz nachdem er dort ankommt, küssen sich die beiden und fangen an sich auszuziehen. Doch Dave stoppt und erklärt das vergangene Wochenende für das Beste seines Lebens und das er das nicht ruinieren möchte. Obwohl sie es zunächst für das Beste für die Beziehung halten, wenn sie keinen Sex miteinander haben, schlafen sie trotzdem miteinander. Allerdings ist der Sex nicht so reibungslos und so schön verlaufen, wie sie es sich vorgestellt haben, was beide in ihrer Beziehung verwirrt. Daraufhin verlässt Dave Aubreys Haus und sucht Hilfe bei Simon und Big Corporation. Während Simon ihm rät, Aubrey zu vergessen, sagt Big Corporation ihm, er solle ein Mann sein und sich nicht von einer kleinen Hürde aufhalten lassen.
Am nächsten Morgen steht Dave vor Aubreys Haus und sagt ihr, dass er eine Beziehung mit ihr führen möchte, trotz der letzten Nacht. Er fährt sie daraufhin zur Schule und, obwohl sie öffentliches Zeigen von Zuneigung hasst, küsst sie ihn.

## Besetzung und Synchronisation
Die deutsche Synchronisation entstand unter der Dialogregie von Dennis Schmidt-Foß durch die Synchronfirma RRP Media.
| Rollenname      | Schauspieler/in        | Synchronsprecher/in |
| --------------- | ---------------------- | ------------------- |
| Aubrey Miller   | Britt Robertson        | Yvonne Greitzke     |
| Dave Hodgman    | Dylan O’Brien          | Carsten Otto        |
| Simon Daldry    | Craig Roberts          | Hannes Maurer       |
| Ronny           | James Frecheville      | Peter Lontzek       |
| Jane Harmon     | Victoria Justice       | Tanya Kahana        |
| Big Corporation | LaMarcus Tinker        |                     |
| Aubreys Vater   | Joshua Malina          | Dennis Schmidt-Foß  |
| Aubreys Mutter  | Christine Taylor       |                     |
| Stella Hodgman  | Maggie Elizabeth Jones |                     |
| Brianna         | Halston Sage           |                     |
| Erica           | Molly C. Quinn         |                     |

## Hintergrund
Die Premiere erfolgte am 21. Januar 2012 beim Sundance Film Festival, wo er in der Kategorie Großer Preis der Jury – Bester Spielfilm nominiert wurde. In den Vereinigten Staaten war der Film vom 19. bis zum 25. Oktober 2012 limitiert in 19 Kinos zu sehen. In diesem Zeitraum spielte er über 22 Tausend US-Dollar ein. Eine Veröffentlichung auf DVD und Blu-ray erfolgte in den USA am 12. März 2013.
In Deutschland erschien der Film am 12. Juli 2013 direkt auf DVD und Blu-ray.

## Rezeption
Der Film erhielt gemischte Kritiken, mit einem Rating von 47 Prozent bei Rotten Tomatoes, basierend auf 17 Rezensionen. Mark Olsen von der Los Angeles Times schrieb, dass „es so viel gäbe, was man an The First Time lieben kann, die seichten Anspielungen, die unvoreingenommene emotionale Aufgeschlossenheit“, der Film aber „trotzdem nicht richtig zünden“ würde. Im Top-Videoreview des Kinder- und Jugendfilmzentrums heißt es: „In sorgfältig komponierten Kinobildern besticht die feinfühlige Komödie durch seine wunderbaren Hauptdarsteller. Dylan O’Brien […] darf einen Jungen jenseits der Klischees darstellen. Brittany Robertson verleiht ihrer Aubrey zerbrechliche Tiefe. Das erste Mal Sex wird hier nicht überhöht dargestellt, sondern als das was es meistens ist: Ein unbeholfener Versuch, gepaart mit einer großen Sehnsucht nach Liebe und Verständnis. Ein durch und durch liebens- und sehenswerter Jugendfilm, mit langen Dialogpassagen, die niemals langweilig, sondern immer pointiert und nah am Leben sind.“